# Dendrocopos auriceps
Dendrocopos auriceps là một loài chim trong họ Picidae.